# Ada Hegerberg
Ada Martine Stolsmo Hegerberg (Molde, 10 juli 1995) is een Noorse voetbalster. Zij speelt sinds 2014 voor Olympique Lyon. Daarvoor speelde ze voor Kolbotn en Stabæk. In 2011 debuteerde ze in het nationale team van Noorwegen, waarmee ze zilver won op het Europees kampioenschap voetbal in 2013. In het seizoen 2016/17 werd ze uitgeroepen tot UEFA Speler van het Jaar. In december 2018 was zij de eerste winnaar van de Ballon d'Or voor vrouwen.

## Clubcarrière
Hegerberg werd geboren in Molde, maar groeide op in Sunndalsøra, waar ze samen met haar oudere zus Andrine speelde voor Sundall Fotball. In 2007 verhuisde de familie naar Kolbotn, waar beide zussen zich aansloten bij Kolbotn IL. Ada debuteerde in 2010 in het eerste elftal van de club dat uitkwam in de Toppserien, de hoogste Noorse divisie. Op 6 augustus 2011 scoorde ze binnen zeven minuten drie goals tegen Røa IL in een wedstrijd die met 4-1 werd gewonnen; haar zus Andrine Hegerberg maakte de laatste goal. Ada was hiermee de jongste speler ooit in de Toppserien die een hattrick maakte. Zij eindigde het seizoen 2011 als topscorer en werd gekozen tot talent van het jaar. 
In aanloop naar het seizoen 2012 maakten de zussen Hegerberg de overstap naar Stabæk. Zij maakten in mei 2012 in de met 8-2 gewonnen wedstrijd tegen Fart zelfs vijf goals. Hegerberg eindigde het seizoen wederom als topscorer met 25 doelpunten in 18 wedstrijden. Stabæk won dat seizoen de Noorse beker. In de met 4-0 gewonnen finale scoorde Hegerberg drie keer.
Ada en Andrine Hegerberg maakten in 2013 een transfer naar de Duitse club Turbine Potsdam, waar ook hun landgenoot Marne Mjelde speelde. Ada scoorde bij haar debuut in de Bundesliga. De club eindigde als tweede in zowel de competitie als in het bekertoernooi.
Sinds 2014 komt Hegerberg uit voor de Franse club Olympique Lyon. Met deze club speelt Hegerberg in de absolute top. Zij werd acht keer Frans kampioen (2015, 2016, 2017, 2018, 2019, 2020, 2022,23), won vier keer de UEFA Women's Champions League (2016, 2017, 2018, 2019, 2020 en 2022) en werd driemaal topscorer van de Division 1. In de Champions League-finale van 2019 maakte zij in de met 4-1 gewonnen wedstrijd tegen FC Barcelona een hattrick. Anno 2024 is Hegerberg zowel topscorer in de Champions League aller tijden als recordhoudster als het gaat om meeste doelpunten in één seizoen (15 goals).
Hegerberg werd in het seizoen 2016/17 uitgeroepen tot UEFA Speler van het Jaar. In december 2018 was zij de eerste winnaar van de Ballon d'Or voor vrouwen. Dit leverde nog een relletje op doordat presentator en dj Martin Solveig vroeg of ze wilde twerken, een seksueel suggestieve manier van dansen. Solveig bood hier later zijn excuses voor aan.

## Internationale carrière
Hegerberg plaatste zich op 15-jarige leeftijd met Noorwegen onder 19 voor het Europees Kampioenschap voetbal onder 19 dat in 2011 werd gehouden. Noorwegen haalde daar de finale. Tijdens het Wereldkampioenschap onder 20 een jaar later haalde ze met Noorwegen de kwartfinale. Hegerberg en haar zus Andrine maakten de goals in de met 2-1 gewonnen wedstrijd tegen Canada in de groepsfase.
Haar debuut voor het nationale team maakte Hegerberg in november 2011 waarbij ze inviel tegen Noord-Ierland. Ze maakte deel uit van het Noorse team dat tijdens het Europees kampioenschap voetbal in 2013 in de finale met 1-0 verloor van Duitsland. Twee jaar later was Hegerberg er ook bij tijdens het Wereldkampioenschap voetbal. Zij scoorde drie goals in de groepsfase. In de tweede ronde was Engeland te sterk voor de Noorse dames. In 2017 besloot Hegerberg tijdelijk niet meer uit te komen voor het Noorse team. In 2022 keerde ze terug in het Noorse team. Van grote invloed was een gesprek dat ze had met de nieuwe voorzitter van de Noorse voetbalbond Lise Klaveness, die de positie van vrouwenvoetbal wil verbeteren. Hegerberg maakte haar rentree met een hattrick in een wedstrijd tegen Kosovo. Ze deed in 2023 mee aan het Wereldkampioenschap, waar Noorwegen in de tweede ronde werd uitgeschakeld door Japan.

## Persoonlijk
Hegerberg trouwde in mei 2019 met de Noorse international Thomas Rogne.

## Clubstatistieken
| Seizoen | Club               | Competitie          | Wedstrijden | Doelpunten |
| ------- | ------------------ | ------------------- | ----------- | ---------- |
| 2010    | Kolbotn IL         | Toppserien          | 9           | 3          |
| 2011    | Kolbotn IL         | Toppserien          | 21          | 12         |
| 2012    | Stabæk             | Toppserien          | 18          | 24         |
| 2012/13 | Turbine Potsdam    | Bundesliga          | 11          | 5          |
| 2013/14 | Turbine Potsdam    | Bundesliga          | 14          | 6          |
| 2014/15 | Olympique Lyonnais | Division 1 Féminine | 22          | 26         |
| 2015/16 | Olympique Lyonnais | Division 1 Féminine | 21          | 33         |
| 2016/17 | Olympique Lyonnais | Division 1 Féminine | 22          | 20         |
| 2017/18 | Olympique Lyonnais | Division 1 Féminine | 20          | 31         |
| 2018/19 | Olympique Lyonnais | Division 1 Féminine | 20          | 20         |
| 2019/20 | Olympique Lyonnais | Division 1 Féminine | 13          | 14         |
| 2020/21 | Olympique Lyonnais | Division 1 Féminine | 0           | 0          |
| 2021/22 | Olympique Lyonnais | Division 1 Féminine | 16          | 10         |
| 2022/23 | Olympique Lyonnais | Division 1 Féminine | 5           | 4          |